# Psusennes I
Psusennes I (in greco Ψουσέννης) (... – 1001 a.C. o 993 a.C.) è stato un faraone della XXI dinastia egizia. Psusennes è l'ellenizzazione del suo nome originale, Pasibkhanu o Pasebakenniut (egizio: ḥor-p3-sib3-ḫˁỉ-<n>-niwt), che significa "L'Astro è apparso sulla città (di Tebe)", mentre il suo nome regale, Akheperra-Setepenamon, significa "Grandi sono le manifestazioni di Ra-Scelto da Amon". Fu figlio di Pinedjem I, Primo Profeta di Amon, e Duathathor-Henuttaui, figlia di Ramses XI e della regina Tentamon. Sposò la propria sorella Mutnodjemet. Regnò da Tanis per poco meno di un cinquantennio - dando prova di una notevole stabilità in un'epoca caotica come il Terzo periodo intermedio dell'Egitto.

## Sepoltura
Pierre Montet scoprì la tomba (NRT III) di Psusennes I, a Tanis, nel 1940. La sua tomba è tra le poche sepolture ritrovate intatte; insieme al sovrano vi furono sepolti anche la regina Mutnodjemet, i figli Amenemope e Ankhefenmut e il generale Uendjebauendjed. In seguito nell'anticamera furono trasferite anche le mummie di Psusennes II e Siamon, oltre al sarcofago di Sheshonq II. Purtroppo, a causa dell'umidità del Basso Egitto, la maggior parte dei materiali deperibili era ormai scomparsa o estremamente danneggiata, fato a cui non andò incontro la tomba di Tutankhamon, nel clima secco dell'Alto Egitto.

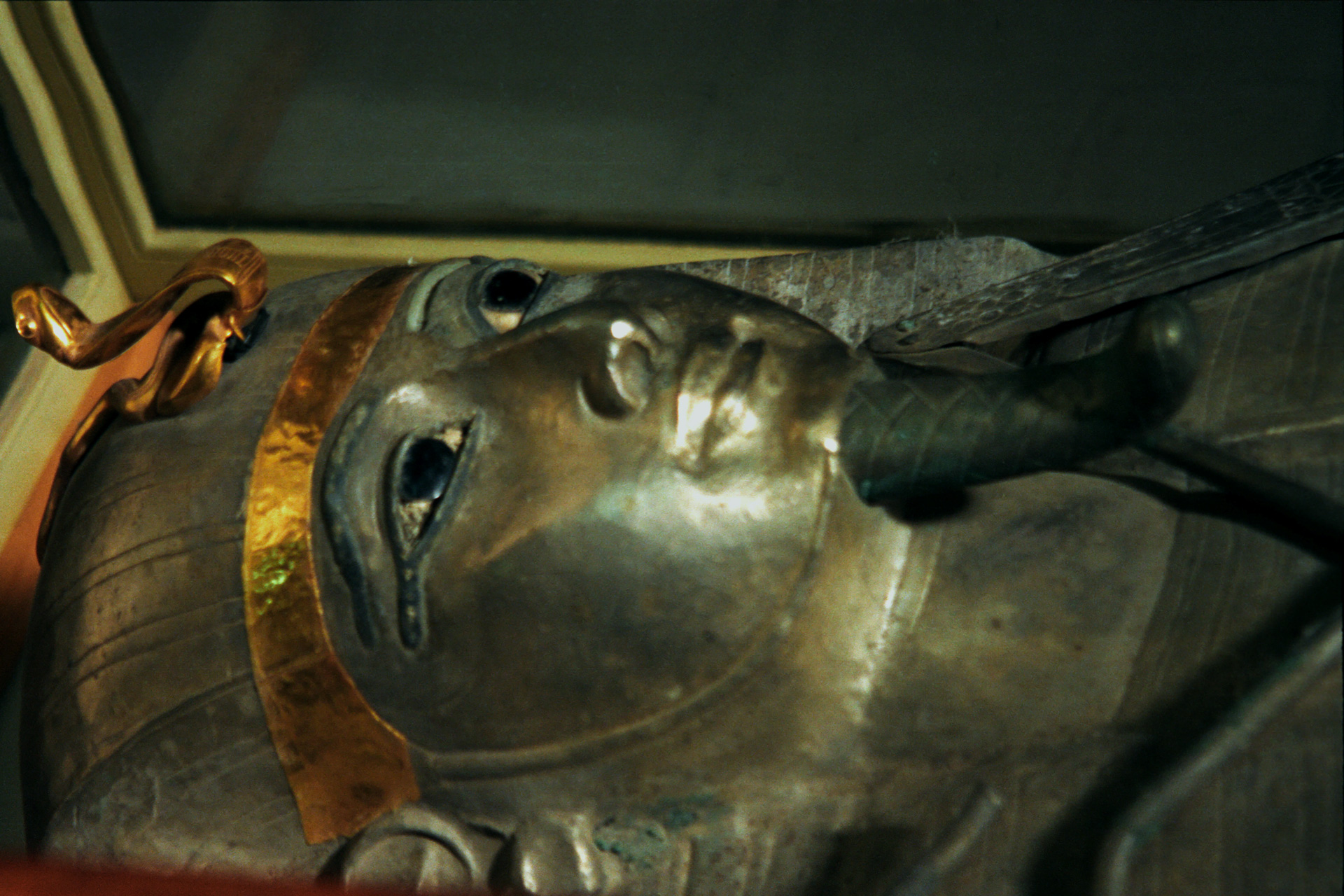
Dettaglio del sarcofago argenteo di Psusennes I, Museo egizio del Cairo

La magnifica maschera funeraria di Psusennes I è in oro e lapislazzuli, con occhi e sopracciglia in vetro nero e bianco; a differenza di quella di Tutankhamon, non reca iscrizioni. Definita "uno dei capolavori del tesoro di Tanis"; oggi si trova nel Museo egizio del Cairo, nella stanza n°2. È larga 38 centimetri e alta 48 centimetri. 
(Bob Brier)
Il sarcofago esterno e quello mediano di Psusennes I furono riciclati da sepolture precedenti nella Valle dei Re, attraverso una spoliazione delle ricchissime tombe del Nuovo Regno attuata normalmente dai regnanti durante il Terzo periodo intermedio. Un cartiglio sul robusto sarcofago in granito indica che tale oggetto conteneva originariamente la salma di Merenptah, tredicesimo figlio e immediato successore di Ramses II. La salma di Psusennes I fu infine rinchiusa in un sarcofago, creato appositamente per lui, interamente in argento con inserti d'oro. Dal momento che in Egitto l'argento era assai più raro dell'oro, il feretro argenteo di Psusenne I costituisce "una sontuosa sepoltura di grande ricchezza negli anni del declino dell'Egitto".
Douglass Derry, che lavorò come capo del Dipartimento di Anatomia dell'Università del Cairo, esaminò lo scheletro di Psusennes I nel 1940, determinando che il sovrano morì in età avanzata. Ebbe anche modo di notare che la dentatura del re era molto cariata e rovinata, con un ascesso che aveva lasciato un buco nel palato; inoltre scoprì che il faraone soffriva di una grave artrite, che probabilmente lo rese semi-paralizzato negli ultimi anni di vita.

## Regno

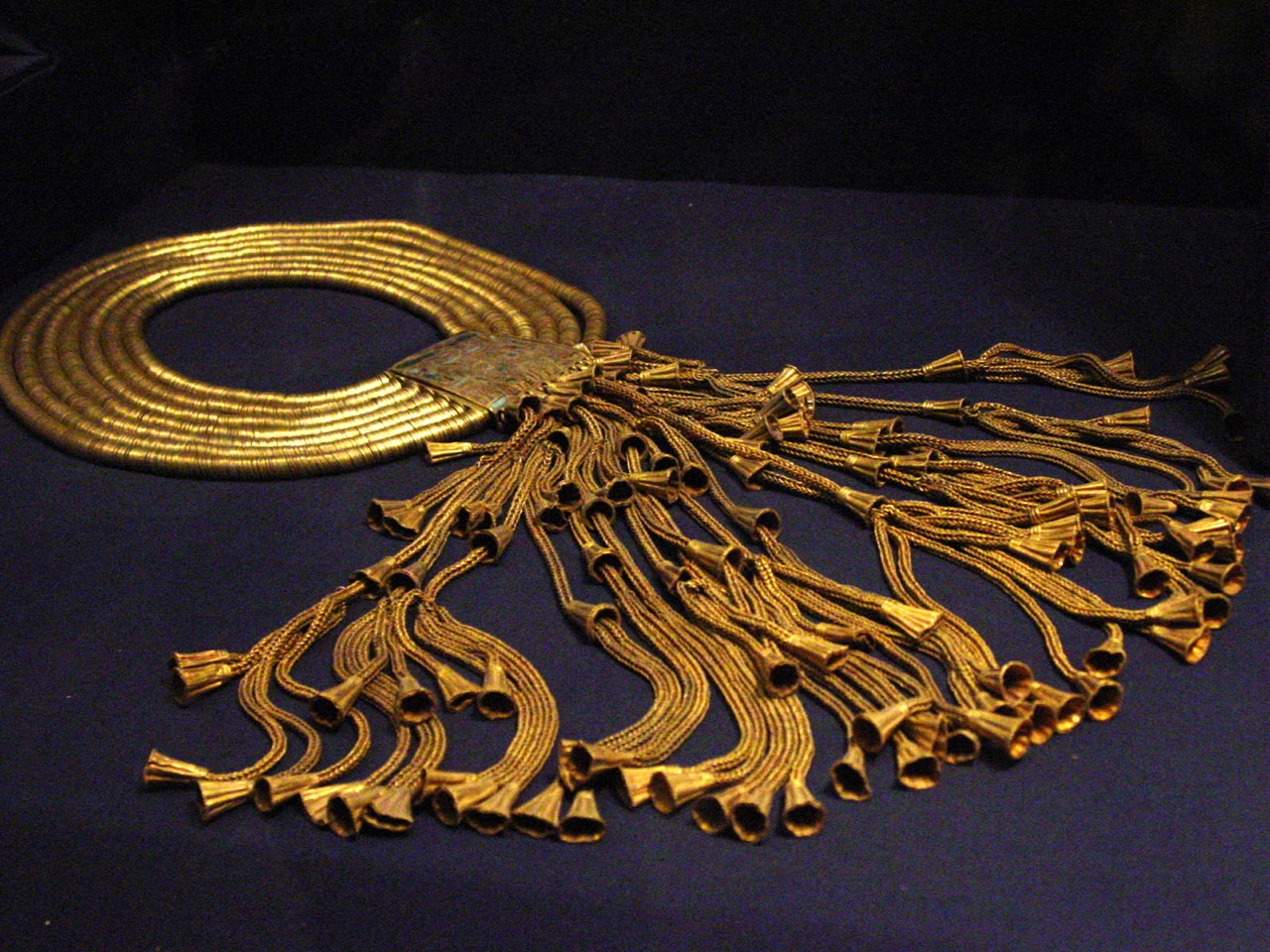
Collare d'oro di Psusennes I, Museo egizio del Cairo

La durata precisa del regno di Psusennes I è sconosciuta, dal momento che copie differenti della fondamentale opera storiografica (Aigyptiakà) di Manetone gli attribuiscono variamente 41 o 46 anni di regno. Alcuni egittologi hanno proposto di elevare la possibile durata del regno a 51 anni, in base a iscrizioni coeve menzionanti un 48º e un 49º anno di regno di un sovrano anonimo nell'Alto Egitto. D'altronde, l'egittologo tedesco Karl Jansen-Winkeln ha suggerito di ascrivere questi ritrovamenti al "pontificato" di Menkheperra, Primo Profeta di Amon, per cui è esplicitamente documentato un 48º anno in carica. Jansen-Winkeln ha osservato che 
mentre i primi tre faraoni che regnarono da Tanis - e cioè Smendes I, Amenemnesut e lo stesso Psusennes I - non sono quasi mai menzionati come tali nell'Alto Egitto, con l'eccezione di un graffito e una stele di pietra per Smendes. Per contro, il nome dei successori di Psusennes I - Amenemope, Osorkon il Vecchio e Siamon - appaiono di frequente su monumenti e reperti dell'Alto Egitto, mentre il Sommo Sacerdote di Tebe, Pinedjem II, contemporaneo a questi ultimi tre sovrani, non si attribuì alcun titolo o protocollo regale. Quindi, due distinte attestazioni di un "49º anno" a Tebe e a Kôm Ombo potrebbero essere riferibili al Primo Profeta di Amon allora in carica a Tebe, Menkheperra, invece che a Psusennes I. La lunghezza del regno di Psusennes I è stata stabilita di 46 anni dagli autori dell'Handbook to Ancient Egyptian Chronology. I rapporti tra Psusennes I e il Sommo Sacerdote di Tebe, di potere pari al suo, dovettero essere cordiali nel corso del suo lungo regno, dal momento che il Sommo Sacerdote Nisubanebdjed (chiamato anche Smendes II) donò a Psusennes I alcuni preziosi oggetti funebri, rinvenuti nella sua tomba. Nel corso del suo lungo regno, Psusennes I fece erigere le mura di cinta del Grande Tempio di Tanis, dedicato ad Amon, Mut e Khonsu.

## Galleria d'immagini

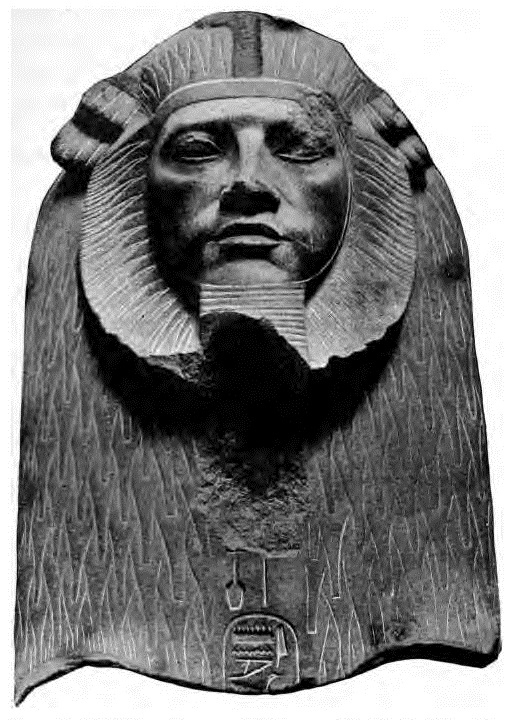
Sfinge di Amenemhat III, poi usurpata da re Apopi e infine da Psusennes I; scoperta a Tanis. Museo egizio del Cairo.
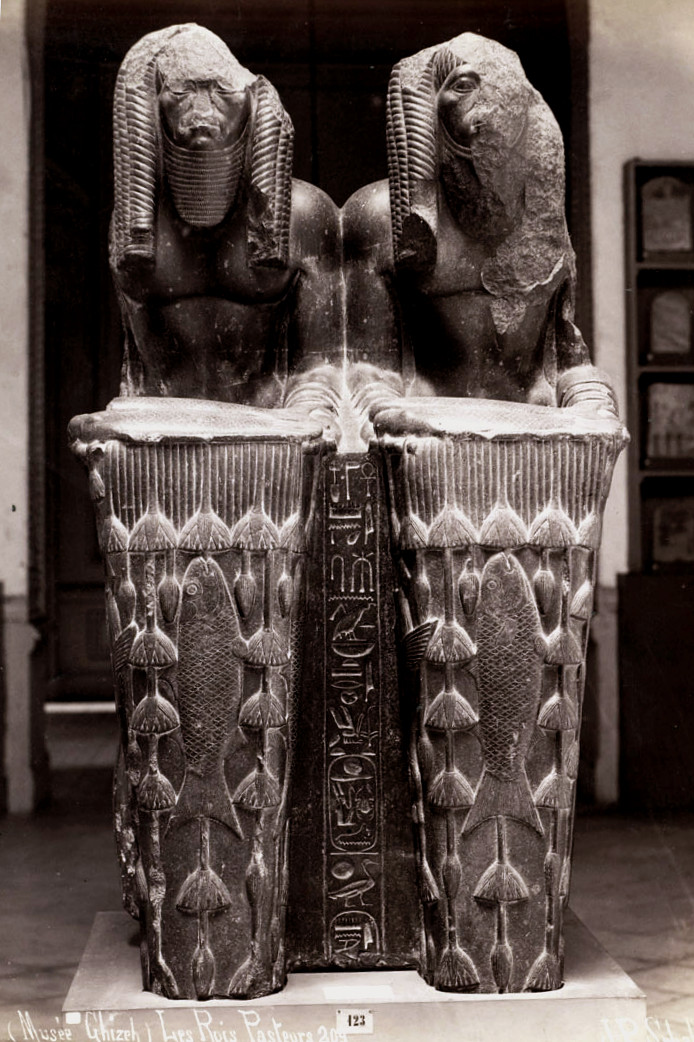
Statua doppia dei cosiddetti Re Pastori, o portatori d'offerte acquatiche, risalente al regno di Amenemhat III e usurpata da Psusennes I. Museo egizio del Cairo.
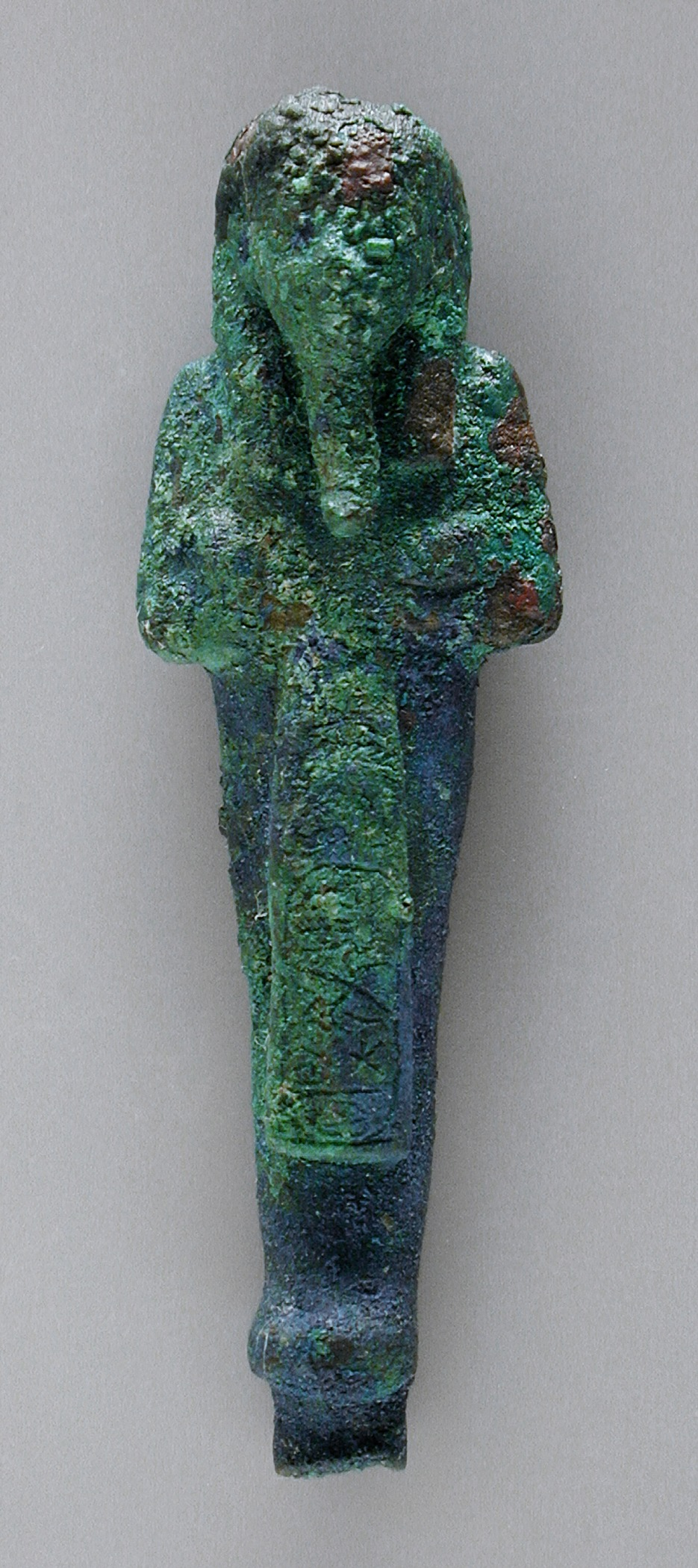
Ushabti di Psusennes I, in bronzo. Los Angeles County Museum of Art, Los Angeles.
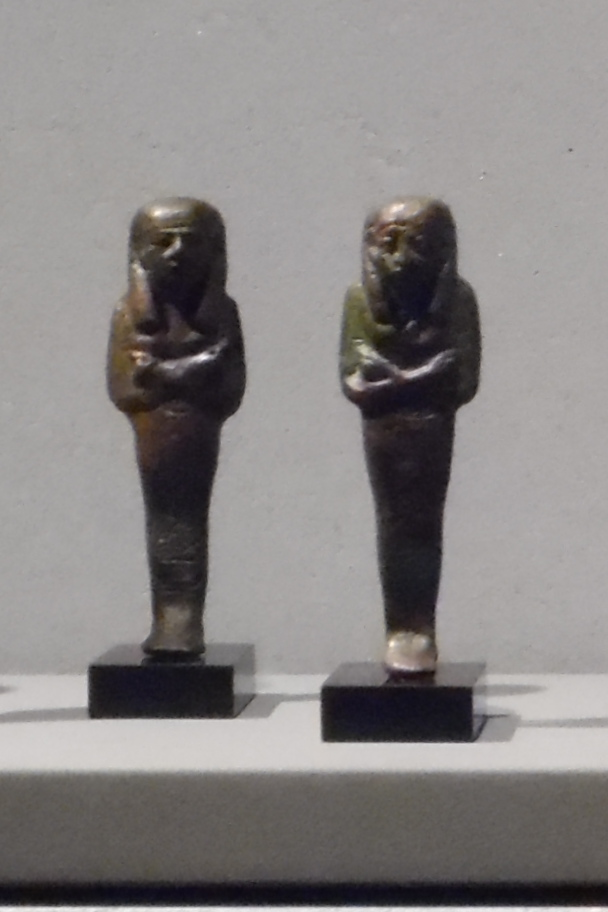
Ushabti di Psusennes I in rame. Staatliches Museum Ägyptischer Kunst, Monaco di Baviera.
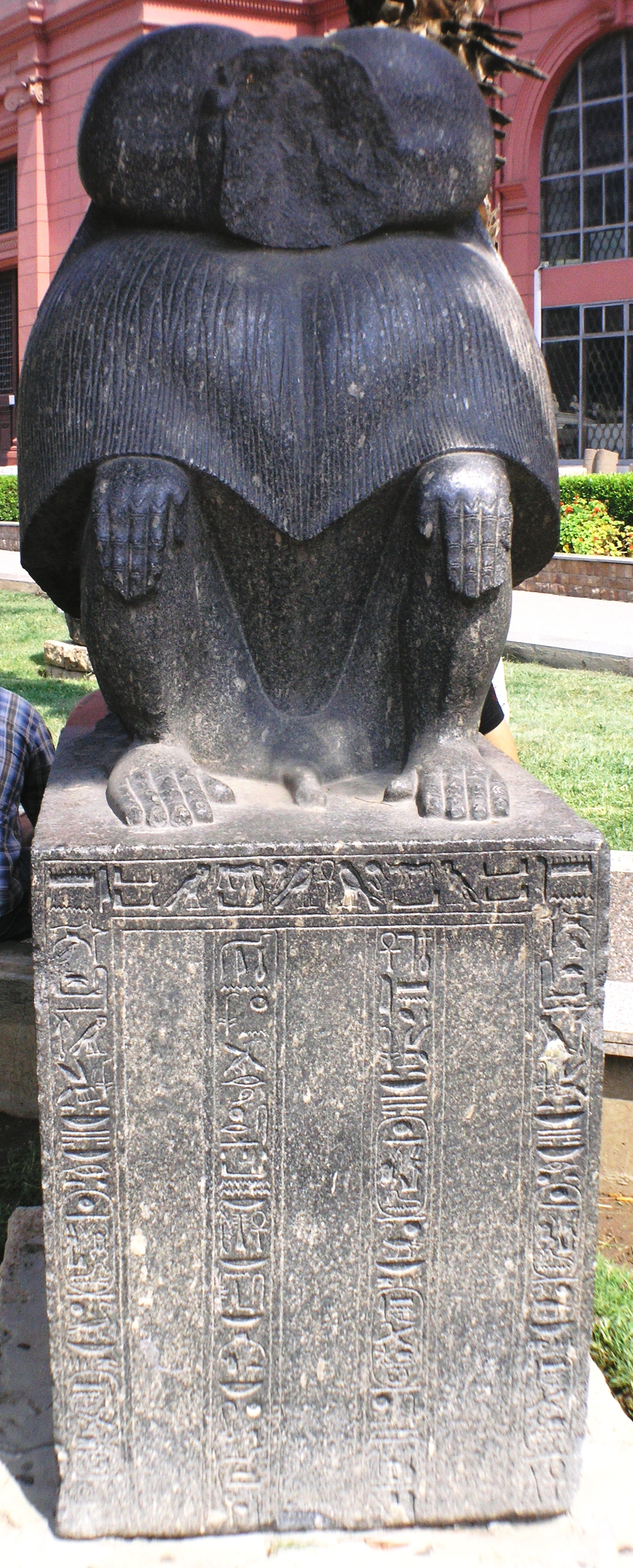
Statua danneggiata di un babbuino, in granito nero, recante i cartigli di Psusennes I. Museo egizio del Cairo.
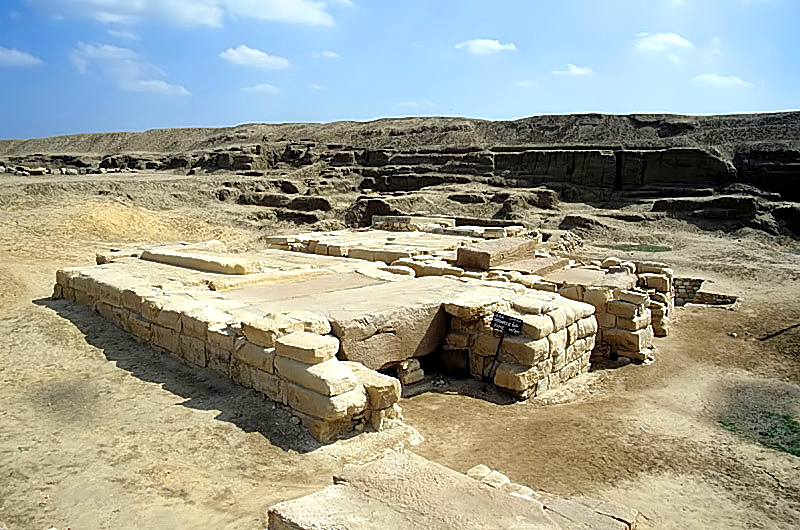
Tomba di Psusennes I a Tanis.

## Titolatura
| G5 |

| G5 |

| E1 · D43 | m | D37 · D37 | i | mn · n | wsr | f · F39 · Z7 | s | N28 · D36 | m | R19 | t · O49 |

| E1 · D43 | m | D37 · D37 | i | mn · n | wsr | f · F39 · Z7 | s | N28 · D36 | m | R19 | t · O49 |

| E1 · D43 | m | D37 · D37 | i | mn · n | wsr | f · F39 · Z7 | s | N28 · D36 | m | R19 | t · O49 |

| E1 · D43 | m | D37 · D37 | i | mn · n | wsr | f · F39 · Z7 | s | N28 · D36 | m | R19 | t · O49 |

| E1 · D43 | m | D37 · D37 | i | mn · n | wsr | f · F39 · Z7 | s | N28 · D36 | m | R19 | t · O49 |

| E1 · D43 | m | D37 · D37 | i | mn · n | wsr | f · F39 · Z7 | s | N28 · D36 | m | R19 | t · O49 |

| E1 · D43 | m | D37 · D37 | i | mn · n | wsr | f · F39 · Z7 | s | N28 · D36 | m | R19 | t · O49 |

| E1 · D43 | m | D37 · D37 | i | mn · n | wsr | f · F39 · Z7 | s | N28 · D36 | m | R19 | t · O49 |

| G16 |

| G16 |

| G36 · r | mn · n | W24 | W24 | W24 | m | i | p · t | Q1 | Z2 · O49 |

| G36 · r | mn · n | W24 | W24 | W24 | m | i | p · t | Q1 | Z2 · O49 |

| nb | F9 | F9 | G45 | f · N19 |

| nb | F9 | F9 | G45 | f · N19 |

| N21 | N21 | V29 · t | M23 | N5 | m | W19 | p · t · N1 |

| N21 | N21 | V29 · t | M23 | N5 | m | W19 | p · t · N1 |

| G8 |

| G8 |

| F36 | L1 · Z2 | D46 · r | D43 · T10 | t · Z2 | Z2 · Z2 |

| F36 | L1 · Z2 | D46 · r | D43 · T10 | t · Z2 | Z2 · Z2 |

| V15 · D46 | m | m&f | S42 · m | N19 · N18 | N21 · N21 | nb · Z2 |

| V15 · D46 | m | m&f | S42 · m | N19 · N18 | N21 · N21 | nb · Z2 |

| M23 · X1 | L2 · X1 |

| M23 · X1 | L2 · X1 |

| N5 | O29 | L1 | C12 | U21 · n |

| N5 | O29 | L1 | C12 | U21 · n |

| N5 | O29 | L1 | C12 | U21 · n |

| N5 | O29 | L1 | C12 | U21 · n |

| N5 | O29 | L1 | C12 | U21 · n |

| N5 | O29 | L1 | C12 | U21 · n |

| N5 | O29 | L1 | C12 | U21 · n |

| N5 | O29 | L1 | C12 | U21 · n |

| G39 | N5 |

| G39 | N5 |

| i | mn · n | U7 | G40 | N14 · N28 · n | O29 |

| i | mn · n | U7 | G40 | N14 · N28 · n | O29 |

| i | mn · n | U7 | G40 | N14 · N28 · n | O29 |

| i | mn · n | U7 | G40 | N14 · N28 · n | O29 |

| i | mn · n | U7 | G40 | N14 · N28 · n | O29 |

| i | mn · n | U7 | G40 | N14 · N28 · n | O29 |

| i | mn · n | U7 | G40 | N14 · N28 · n | O29 |

| i | mn · n | U7 | G40 | N14 · N28 · n | O29 |